# 摩托化步兵

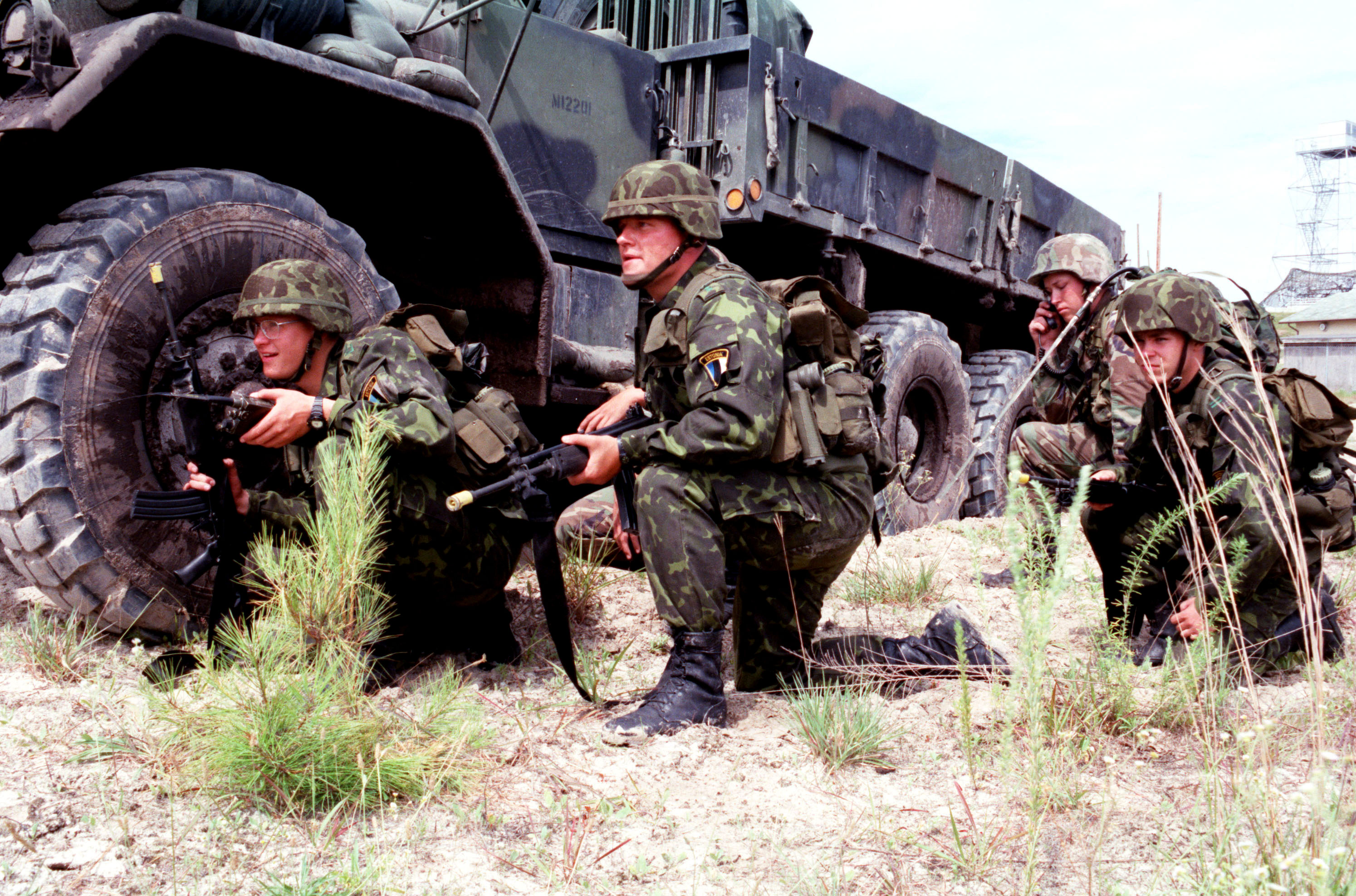
愛沙尼亞摩托化步兵

摩托化步兵（Motorised Infantry）是在固定编制内以摩托化方式实施机动的步兵，如乘载摩托車、卡車等機動車的移動方式。这区别于传统的輕裝步兵（重武器拆解后人背肩扛）、骡马化步兵（重武器是驮载或挽马牵引）。因此，乘载装甲人员输送车（APC）或步兵战车（IFV）的火力和裝備更強的機械化步兵、装甲步兵实际上也属于广义的摩托化步兵。例如，二战时的德军的摩托化步兵实际上就是指装甲掷弹兵；而二战时苏军的“机械化军”下辖4个机械化旅与1个战车旅，实际上这些机械化旅基本没有装甲车可乘，而是乘卡车机动。冷战时期的苏军摩托化步兵是乘载BMP步兵战车或BTR轮式装甲输送车，因此实际上是重型装甲步兵。

## 特點
依照美國軍語，摩托化指的是「使用無裝甲的輪型車輛運輸戰鬥部隊」。摩托化步兵是機械化軍隊的第一階段發展，摩托化大大改變了步兵的戰略機動方式，使步兵在長距離轉移時不再僅有倚靠鐵路或是徒步行軍。將民間廣泛使用的汽車、卡車轉用於軍事需求非常容易，這些車輛可以輕易地完成士兵、輜重、裝備、火砲與補給品的運輸，軍方也發現為了軍事需求開發可以適應惡劣地形行動的卡車對用兵作戰會更有幫助。
摩托化步兵提升的機動力對小規模戰鬥並沒有重大增益，因為運輸載具缺乏防禦力，作戰仍需要回歸野戰步兵交火模式。摩托化的優勢是在戰略運輸時可以比鐵路或是馬車更快速的移動大部隊到必要作戰場域，有效拘束敵軍的行動自由。
摩托化步兵的罩門是燃料，若缺乏燃料，部隊可能得放棄車輛，回歸傳統步兵作戰。而摩托化步兵的重裝備此時將會拘束部隊的移動能力。

## 發展歷史
摩托化步兵在戰史上的首例算是偶然與宣傳下的產物，第一次世界大戰初，法國陸軍在馬恩河戰役曾動用巴黎的計程車運輸部隊加入前線。但後續陷入壕溝戰後汽車即少有用武之地，僅有前線巡邏與運輸仍持續使用，但是大規模軍事運輸仍然是倚靠鐵路與馬車。
在戰車的發展後，主要參與歐戰的國家都意識到機械化戰爭將會為軍事型態帶來重大變化。包括英國、德國、法國，都成立了摩托化部隊。對德國來說，摩托化步兵是滿足閃電戰的重要配套，由於有摩托化步兵，速度更快的裝甲師在突破正面戰線擴張戰場時，步兵單位得以以更快的速度協助鞏固側翼，擴大戰果。
二戰後，因為同盟國在戰爭期間的巨大工業產能，美國、英國、蘇俄等主要大國陸軍都已經完成了部隊的全摩托化，部分部隊甚至已經轉入機械化編制。
冷戰時期，美國、蘇聯及其同盟國都有大量的機械化部隊，步兵幾乎全摩托化及機械化。蘇聯解體、冷戰終結後，世界各國多以配備裝甲車或步兵戰車的機械化步兵取代摩托化步兵，僅剩開發中國家作為過渡方案使用。